# Eucharis castelnaeana
Eucharis castelnaeana är en amaryllisväxtart som först beskrevs av Henri Ernest Baillon, och fick sitt nu gällande namn av James Francis Macbride. Eucharis castelnaeana ingår i släktet Eucharis och familjen amaryllisväxter. Inga underarter finns listade i Catalogue of Life.